# Tempio sotterraneo di Seokguram
Il Tempio sotterraneo di Seokguram (in coreano: 석굴암 in hangŭl, 石窟庵 in hanja) è un eremo che fa parte del complesso del tempio di Bulguksa. Esso si trova 4 chilometri a est della parte principale del complesso, sul monte Tohamsan, nella città di Gyeongju, in Corea del Sud. La grotta sovrasta il Mar del Giappone e si trova a 750 metri sul livello del mare. Nel 1995 venne inserito nell'elenco dei Patrimoni dell'umanità dell'UNESCO insieme al Tempio di Bulguksa, in quanto contiene alcune delle principali sculture buddiste del mondo.
Secondo la tradizione venne costruito da Gim Daeseong e originariamente il suo nome era Seokbulsa ("Tempio di Buddha in pietra"). I lavori iniziarono nel 742 o nel 751, durante il picco culturale del regno di Silla. La grotta venne ultimata nel 774, poco dopo la morte di Gim. Oggi il tempio è considerato uno dei principali luoghi turistici della penisola coreana, raggiungibile in circa un'ora di trekking dal complesso principale.

## Architettura
La tradizione di scolpire le immagini di Buddha nella pietra e nei fianchi delle montagne venne iniziata dagli indiani; questa pratica fu raccolta prima dai cinesi e poi dai coreani. A causa della geologia del paese, con montagne prevalentemente granitiche, scolpire immagini sui loro fianchi non era un'operazione facile, quindi si preferì scavare una grotta artificiale al cui interno collocare statue. Le piccole dimensioni del tempio sotterraneo indicano che probabilmente esso era utilizzato solo dalla famiglia reale.
La grotta è un simbolo del viaggio spirituale verso il nirvana. I pellegrini partivano dal complesso di Bulguksa o dai piedi della montagna in cui si trova la grotta, all'ingresso della quale vi è una fontana in cui essi potevano rinfrescarsi. All'interno, l'anticamera rettangolare e uno stretto corridoio, ai cui lati si trovano alcuni bassorilievi, rappresentavano la terra, mentre la rotonda a cui essi conducono rappresentava il cielo.
Il punto più importante del tempio sotterraneo è rappresentato dalla statua di Buddha seduto che si trova nella rotonda. Gautama Buddha è seduto su di un trono di loto con le gambe incrociate e una serena espressione di meditazione. Esso assume padmasana, ovvero la posizione del loto, con il mudrā delle mani bhumisparsamudra, toccando la terra con la mano destra.
Intorno alla statua si trovano 15 pannelli di bodhisattva, arhat e antichi dei indiani (Brahmā e Indra), oltre a 10 statuette racchiuse in nicchie lungo i muri della rotonda, 5 su ogni lato. La sala principale del tempio ospita una statua di Bodhisattva coi suoi discepoli. Nella grotta si trovano anche 40 figure rappresentanti i diversi principi del Buddismo e i principali insegnamenti.
La grotta è decorata con mezze lune e fiori di loto. Gli architetti Silla utilizzarono apparentemente il principio della simmetria e quello del "rettangolo dorato". Per la costruzione non venne usata calce e la struttura è tenuta insieme da rivetti di pietra. La costruzione è stata orientata in modo da poter utilizzare la ventilazione naturale del luogo. La cupola della rotonda è leggermente ovale, con un diametro che varia fra i 6,84 e i 6,58 metri.

## Le sculture
La scultura principale è senza dubbio la statua di Buddha. Essa è alta 3,5 metri e siede su di un piedistallo alto 1,34 metri. È tuttora fonte di dibattito chi effettivamente ritragga la statua, ma probabilmente ritrae il Buddha storico al momento dell'illuminazione. Al contrario di altre statue di Buddha che hanno un'aureola attaccata dietro la testa, in questo caso viene creata l'impressione di un'aureola a causa di un piccolo rosone di granito messo sul muro dietro la statua, con un fiore di loto scolpito al suo centro. Il piedistallo è composto di tre parti: la superiore e l'inferiore recano dei petali di loto scolpiti, mentre quella centrale consiste di otto pilastri.
Il corridoio è guardato da quattro re a cavallo e da altre figure divine, alcune delle quali si trovano nell'anticamera. Nel muro retrostante della rotonda si trova un'altra statua notevole, quella di Avalokiteśvara dalle undici facce, alta oltre due metri. Questa figura è l'unica del bassorilievo che guarda in avanti, mentre tutte le altre guardano di lato. Avalokitesvara indossa una corona, indossa gioielli e tiene un vaso contenente il fiore di loto.

## Restauri
A causa del prolungato periodo di abbandono e dei numerosi rinnovamenti subiti dal tempio sotterraneo, non è chiaro quale fosse l'aspetto originario della costruzione, così come quale fosse l'esatto corso del torrente di fronte alla grotta, che non esiste più. Una serie di restauri venne intrapresa nel 1703 e nel 1758, oltre che agli inizi del XX secolo per ben 3 volte. Dopo la seconda guerra mondiale, negli anni sessanta il presidente Park Chung-hee diede il via ad una serie di restauri intesi a rimuovere i danni causati durante l'occupazione giapponese e a restituire il monumento al suo antico splendore. Oggi il tempio sotterraneo di Seokguram è visibile solo attraverso un vetro, posto a difesa del grande numero di turisti attratti qui dalla grotta del Buddha.

## Galleria d'immagini

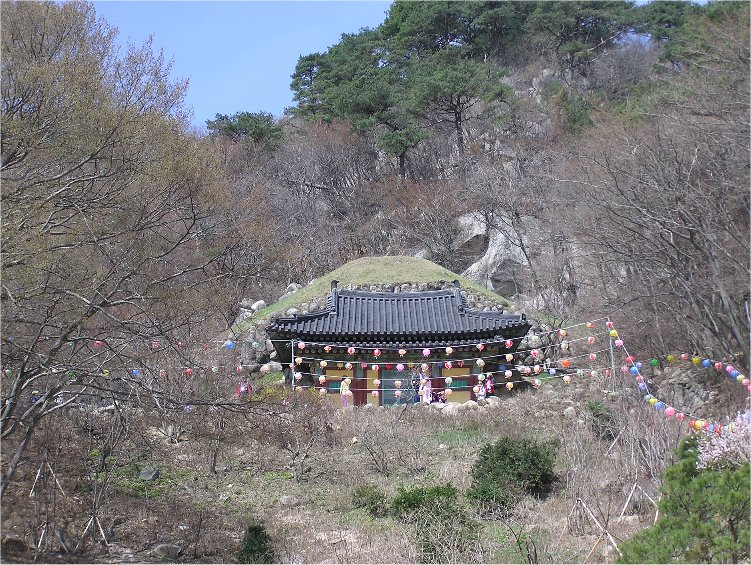
L'ingresso al tempio; la rotonda è coperta da una collina erbosa sullo sfondo
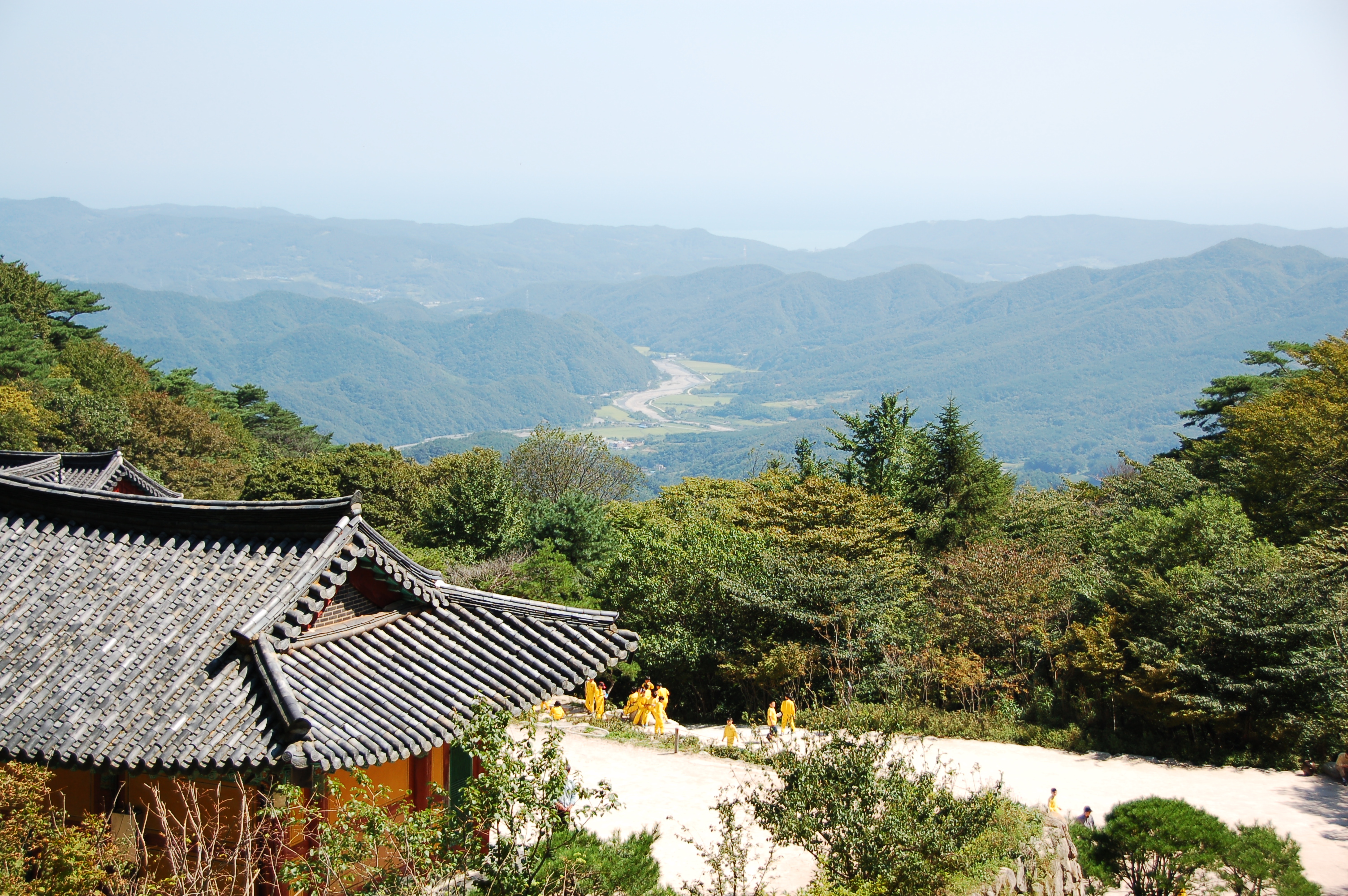
Nei giorni limpidi dalla grotta è visibile il Mar del Giappone e si ipotizza che la statua di Buddha sia stata posta qui per difendere la Corea dagli attacchi dei giapponesi